# Décès en mars 1999
Décès
- 1995
- 1996
- 1997
- 1998
- 1999
- 2000
- 2001
- 2002
- 2003

Pour une information complémentaire, voir la page d'aide.

| Date     | Nom                         | Activités | Âge | Source |
| -------- | --------------------------- | --- | --- | ------ |
| 1er mars | Jozo Matošić                | footballeur international yougoslave devenu entraîneur                                                                | 86  |        |
| 5 mars   | Walter Diggelmann           | coureur cycliste suisse                                                                                               | 83  |        |
| 6 mars   | Issa ben Salmane Al Khalifa | 11e souverain (hakim) de Bahreïn                                                                                      | 65  |        |
| 7 mars   | André Dauthuille            | peintre figuratif français                                                                                            | 81  | (en)   |
| 7 mars   | Stanley Kubrick             | réalisateur américain                                                                                                 | 70  |        |
| 8 mars   | Joe DiMaggio                | joueur de baseball | 84  |        |
| 9 mars   | Billy J. Mitchell           | Acteur américain | 56  |        |
| 10 mars  | Alfred Califice             | homme politique belge                                                                                                 | 82  |        |
| 11 mars  | Stefan Schnabel             | acteur allemand | 87  |        |
| 12 mars  | Yehudi Menuhin              | violoniste américain                                                                                                  | 82  |        |
| 13 mars  | Paul Henrard                | industriel belge, 9e président du Standard de Liège et directeur général de la société sidérurgique Espérance-Longdoz | 106 |        |
| 13 mars  | Ramón Lecuona               | footballeur espagnol                                                                                                  | 85  | (en)   |
| 13 mars  | Isidore de Souza            | prêtre catholique béninois                                                                                            | 64  |        |
| 14 mars  | Kirk Alyn                   | acteur américain | 88  |        |
| 15 mars  | Harry Callahan              | photographe américain                                                                                                 | 86  |        |
| 17 mars  | Korri Elio Corradini        | peintre italien | 87  |        |
| 18 mars  | Nadejda Joffé               | militante trotskiste russe puis soviétique                                                                            | 92  | (en)   |
| 18 mars  | Karl Litschi                | coureur cycliste suisse                                                                                               | 86  |        |
| 20 mars  | Elsa Barraine               | compositrice française                                                                                                | 89  |        |
| 20 mars  | Patrick Heron               | peintre anglais | 79  |        |
| 26 mars  | Ananda Shankar              | chanteur et musicien indien                                                                                           | 56  | (en)   |
| 27 mars  | Nahum Stelmach              | footballeur international israëlien devenu entraîneur.                                                                | 62  |        |
| 29 mars  | Gyula Zsengellér            | Footballeur international hongrois.                                                                                   | 83  |        |
| 30 mars  | Terry Wilson                | acteur américain | 75  |        |
| 30 mars  | Igor Netto                  | Footballeur international soviétique devenu entraîneur.                                                               | 69  |        |